# Липова
Ли́пова (рум. Lipova; венг. Lippa) — город на западе Румынии, в жудеце Арад. В состав города Липова также входят населённые пункты Радна и Шоймош.

## История
Впервые упомянут в письменных источниках в 1314 году. В 1324 году упоминается наличие крепости в Липова. 

## География
Расположен в 34 км к востоку от города Арад, на обоих берегах реки Муреш.

## Население
Население по данным на 2011 год — 9648 человек. Согласно данным переписи 2002 года оно насчитывало 11 236 человек. Этнический состав на тот период был представлен румынами (92,10 %), венграми (4,36 %), немцами (1,90 %), цыганами (1,00 %), словаками (0,16 %) и другими народами. 93,35 % населения считали родным языком румынский; 3,74 % — венгерский и 0,82 % — цыганский. Православные составляли 78,02 % населения Липовы; пятидесятники — 9,04 %; католики — 8,14 %.
Динамика численности населения:
| 1948 | 1956   | 1966   | 1977   | 1992   | 2002   | 2011 |
| ---- | ------ | ------ | ------ | ------ | ------ | ---- |
| 6556 | 10 064 | 11 705 | 11 863 | 12 059 | 11 236 | 9648 |

## Достопримечательности
Среди достопримечательностей стоит отметить турецкий базар XVII века, сохранившийся здесь со времён Османской империи. Имеется также несколько церквей и монастырь.

## Города-побратимы
- Баттонья, Венгрия